# 王理恵のおさんぽノート
王理恵のおさんぽノート（おうりえのおさんぽのーと）は2007年10月6日から2008年9月27日までRKB毎日放送（RKBラジオ）他で放送されていたトーク番組である。

## 番組概要
毎週、月変わりのテーマに関した話題を王がトークをする5分間の番組。

## ネット局と放送時間
- RKBラジオ 土曜日 8:35〜8:40(JST)（「週刊GET」内）
- 長崎放送 土曜日 8:15〜8:20(JST)
- NBCラジオ佐賀 土曜日 8:15〜8:20(JST)
- 宮崎放送 土曜日 10:45〜10:50(JST)（「MRTスーパーワイドバリッと朝」内）
- 南日本放送 土曜日 10:55〜11:00(JST)

## パーソナリティ
- 王理恵

## スポンサー
- 積水ハウス